# Església de Sant Jordi de Urtkva
L'església de Sant Jordi d'Urtkva (en georgià: ურთხვის წმინდა გიორგის ეკლესია) és una església situada al municipi de Jashuri, al nord del poble d'Urtkhva, a Geòrgia, propera al cementiri del poble. Al 2006, Sant Jordi d'Urtkva va ser assenyalat com a Monument Cultural destacat de Geòrgia.

## Arquitectura
És un edifici amb planta de saló, d'11,5 m x 6,6 m, construït amb pedres calcàries de diferents mides. Té dues entrades: una des del nord i l'altra al sud. L'absis és un cercle incomplet, a l'eix del qual hi ha una finestra. També hi ha dues finestres al mur nord i una altra finestra al mur oest.
A dos metres al sud de l'església, hi havia un campanar de 3,5 m x 3,5 m. Aquest es remunta a començaments de l'era feudal i va ser construït amb pedres i maons. El campanar va ser seriosament danyat perquè la cúpula es va esfondrar, i únicament es van mantenir els pilars i arcs construïts sobre aquests pilars. Les parets nord i l'est del campanar s'havien construït amb trossos de pedres.